# Rosario Gagliardi

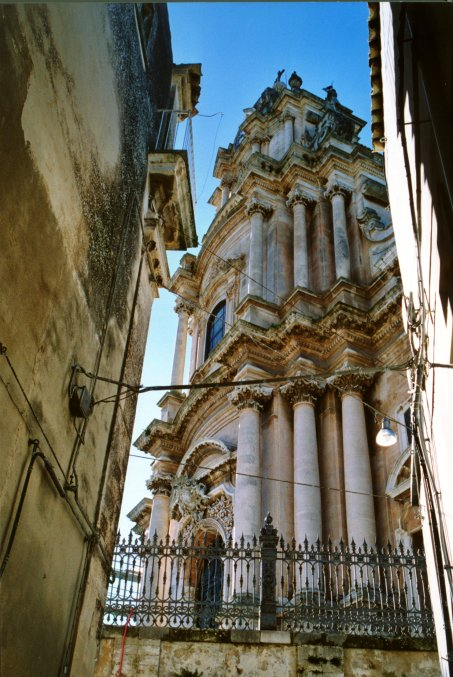
Igreja de San Giorgio, Ragusa. Desenhada em 1738 por Rosario Gagliardi, é acedida por uma enorme escadaria de cerca de 250 degraus

Rosario Gagliardi (1698–1762) foi um arquiteto italiano, nascido em Siracusa. Foi um dos principais arquitetos que trabalhou no barroco siciliano. Apesar de nunca ter saído da Sicília, o seu trabalho demonstrou grande compreensão do estilo, mas foi uma progressão do estilo barroco implantado por Bernini. Trabalhou principalmente no barroco siciliano, começando pela catedral de Modica em 1702..

## Obra
À medida que o estilo barroco siciliano evoluiu, evoluiu também a realização da sua obra. Acredita-se que a Igreja de San Giorgio é o protótipo de todas as outras igrejas da região.
Gagliardi foi também responsável por inúmeras outras igrejas e palácios em Noto e noutros locais da ilha. · .
Morreu em Noto em 1762, aos 64 anos de idade.